# Bactridium cubense
Bactridium cubense es una especie de coleóptero de la familia Monotomidae.

## Distribución geográfica
Habita en Cuba.